# 唐佳庶
唐佳庶（1990年9月22日—），是一名中国足球运动员，现由中国足球超级联赛球队杭州绿城租借效力上海申鑫，司职中场。

## 俱乐部生涯
唐佳庶出生于上海市，家乡为浙江省温州市，他在上海普陀区真如第三小学接受早期足球训练，后被徐根宝相中，加入根宝足球学校。2005年底进入由全部根宝基地球员组成的上海东亚队，但由于同年代表中国国少队参加亚少赛预选赛而没能参加当年度的中乙联赛。2006年底，他和队友李海峰、邓炜一起打包转会至浙江绿城，并在2007年入选由浙江绿城青年队组成的杭州三超征战中乙联赛，帮助杭州三超在2009赛季进入四强。唐佳庶在2010赛季的季前训练中表现出色，被球队主教练吴金贵提升进入杭州绿城一线队。4月24日，他在中超联赛第五轮杭州绿城主场0比0战平天津泰达的比赛第72分钟替补巴力登场，完成中超处子秀。之后他开始成为球队主力，并在7月14日联赛第十二轮对阵长春亚泰的比赛中射进他在中超联赛的首个进球，帮助杭州绿城4比3击败对手。2010年，唐佳庶代在自己的中超联赛处子赛季中出场19次，其中15次是以首发身份登场，帮助杭州绿城获得联赛第四名的俱乐部历史最佳成绩，获得2011年亚洲冠军联赛的参赛资格。2011赛季，他在队中的主力位置进一步得到巩固，虽然一度分心于国奥队比赛，但他仍为杭州绿城联赛出场20次，其中有19次首发；亚冠联赛六场小组赛全部出场，其中5次首发。2012赛季，冈田武史入主杭州绿城后，唐佳庶依然是球队的主力，出场时间在队内名列前五。2014年初，他被租借到另一支中超球队上海申鑫一个赛季。

## 国家队生涯
2006年，唐佳庶曾以中后卫的身份入选中国国少队，并参加2006年亚洲U17锦标赛。2010年12月31日，唐佳庶凭借在联赛中的出色表现，被米罗斯拉夫·布拉热维奇选入中国国奥队的集训名单。他在2011年的大部分热身赛中都是以主力身份出战，但在年中的伦敦奥运会预选赛时突然沦为替补，最终中国队两回合加时赛不敌阿曼国奥队被淘汰出局。